# هرقل ديزني (لعبة فيديو)
هرقل ديزني (بالإنجليزية Disney's Hercules) هي لعبة فيديو من إنتاج شركة ديزني إنترأكتيف ستوديوز وطورت بواسطة شركة يوروكوم وتم طرحها في الأسواق لأول مره في 20 يونيو 1997 . وهي لعبة مغامرات مقتبسة من فيلم هرقل (فيلم 1997).

## القصة
اللعبة مقتبسة من فيلم هرقل (فيلم 1997) ولكن تكون هذه المرة على عدة مراحل ومستويات .

## روابط خارجية
- Hercules at موبي جيمز
- Hercules at جيم فاكس